# Champmillon
Champmillon (okzitanisch: gleichlautend) ist ein Ort und eine Gemeinde mit 525 Einwohnern (Stand 1. Januar 2022) im westfranzösischen Département Charente in der Region Nouvelle-Aquitaine.

## Lage
Der Ort Champmillon liegt etwa einen Kilometer nördlich des Flusses Charente in der Kulturlandschaft des Angoumois in einer Höhe von etwa 60 m ü. d. M. und ist etwa 19 km (Fahrtstrecke) in westlicher Richtung von der Stadt Angoulême bzw. ca. 33 km in östlicher Richtung von der Stadt Cognac entfernt.

## Bevölkerungsentwicklung
| Jahr      | 1800 | 1851 | 1901 | 1954 | 1999 | 2013 |
| Einwohner | 563  | 520  | 395  | 317  | 493  | 533  |

Der Bevölkerungsrückgang im ausgehenden 19. und in der ersten Hälfte des 20. Jahrhunderts ist in der Hauptsache auf den Verlust an Arbeitsplätzen infolge der Reblauskrise und der zunehmenden Mechanisierung der Landwirtschaft zurückzuführen. Der seit den 1970er Jahren festzustellende leichte Bevölkerungszuwachs hängt dagegen im Wesentlichen mit der Nähe zur Stadt Angoulême und den auf dem Lande deutlich niedrigeren Immobilienpreisen zusammen.

## Wirtschaft
Lebten die Bewohner des Ortes jahrhundertelang von den Erträgen ihrer Felder und Gärten, so wurde im ausgehenden Mittelalter und in der frühen Neuzeit der Weinbau vorangetrieben, der – nach der Reblauskrise im ausgehenden 19. und beginnenden 20. Jahrhundert – wieder seine alte Bedeutung erreichte. Eine nicht unbedeutende Rolle für das Wirtschaftsleben der Gemeinde spielt auch der Tourismus in Form der Vermietung von Ferienwohnungen (gîtes).

## Geschichte
Im Mittelalter waren die Einwohner von Champmillon verpflichtet, einmal im Jahr für den Grafen von Angoulême und dessen Gefolge ein Mittagessen auszurichten. Unter Hugo X. von Lusignan wurde diese Verpflichtung ab dem Jahr 1240 in eine jährliche Abgabe von 60 Sous umgewandelt, die Jahrzehnte später an die Abtei Saint-Cybard zu entrichten war. Auch die Pfarrkirche des Ortes war bis zum Ausbruch der Hugenottenkriege (1562–1598), in denen die Abtei schwere Schäden erlitt und aufgegeben wurde, dieser angegliedert.

## Sehenswürdigkeiten

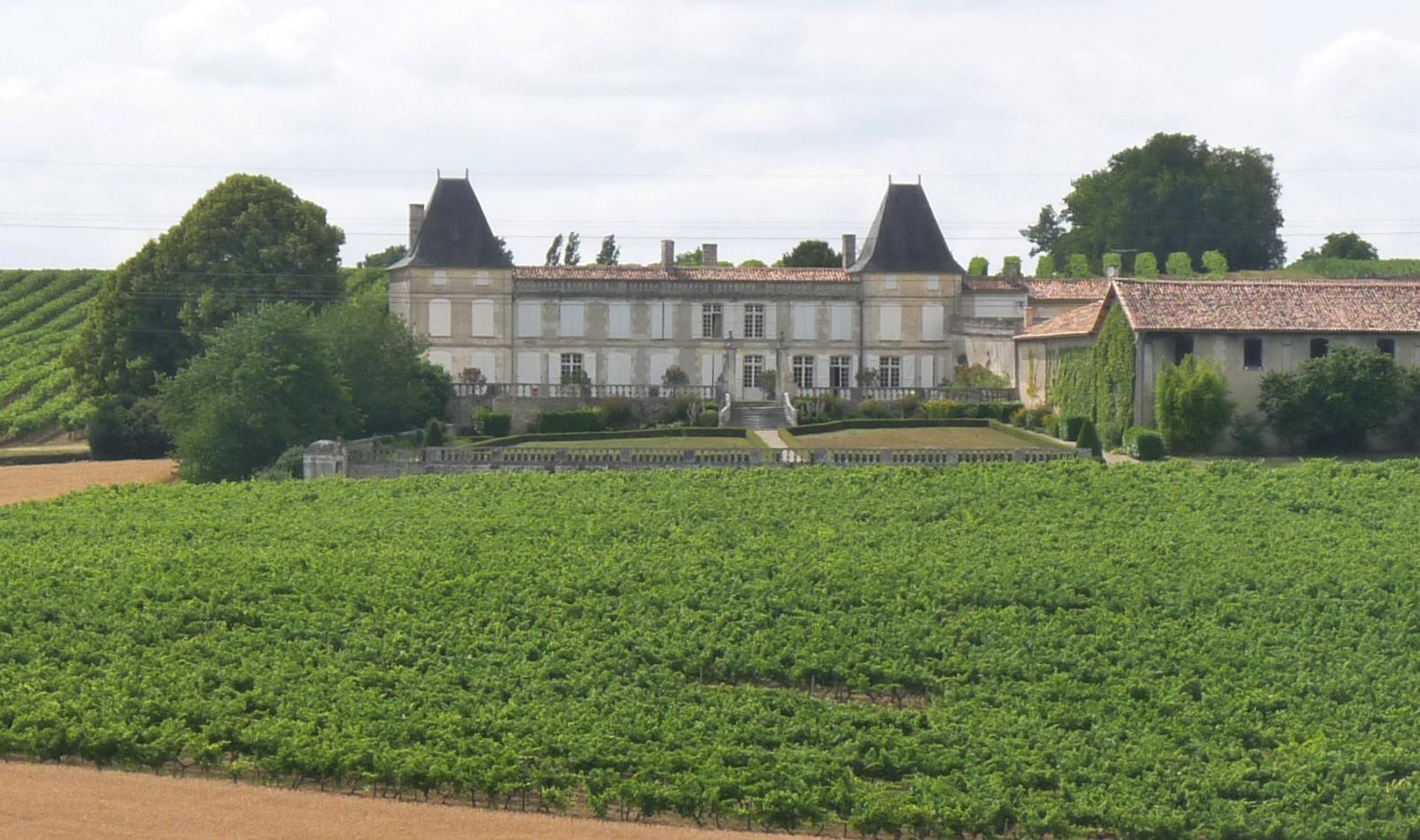
Château de la Chapelle

- Die ehemalige Prioratskirche und heutige Pfarrkirche Saint-Vincent ist ein hoher und wehrhafter Bau aus dem 12. Jahrhundert, der wahrscheinlich in der Zeit des Hundertjährigen Krieges (1337–1453) seine heutige Gestalt erhielt. Originell ist der seitliche Treppenturm, dem ein Glockengeschoss aufgesetzt ist. Das von schießschartenähnlichen Fenstern belichtete Kirchenschiff ist von Kuppeln gedeckt und bereits seit dem Jahr 1904 als Monument historique anerkannt.[2]

außerhalb
- Das zweigeschossige Château de la Chapelle steht umgeben von Weinfeldern nahe der östlichen Gemeindegrenze (45° 38′ 50,2″ N, 0° 0′ 58,1″ O). Der Bau stammt aus dem 17. und 18. Jahrhundert und erfuhr im 19. Jahrhundert noch einige Veränderungen. Teile des im Privatbesitz stehenden Gebäudes sind seit dem Jahr 1976 als Monument historique anerkannt.[3]